# Bourriot-Bergonce
Bourriot-Bergonce är en kommun i departementet Landes i regionen Nouvelle-Aquitaine i sydvästra Frankrike. Kommunen ligger i kantonen Roquefort som tillhör arrondissementet Mont-de-Marsan. År 2022 hade Bourriot-Bergonce 319 invånare.

## Befolkningsutveckling
Antalet invånare i kommunen Bourriot-Bergonce
Referens:INSEE